# Красногривенский сельсовет
Красногривенский сельсовет — сельское поселение в Доволенском районе Новосибирской области Российской Федерации.
Административный центр — посёлок Красная Грива.

## История
Статус и границы сельского поселения установлены Законом Новосибирской области от 2 июня 2004 года № 200-ОЗ «О статусе и границах муниципальных образований Новосибирской области»

## Население
| 2002 | 2010 | 2012 | 2013 | 2014 | 2015 | 2016 |
| ---- | ---- | ---- | ---- | ---- | ---- | ---- |
| 1157 | ↘972 | ↘958 | →958 | ↘934 | ↘922 | ↘896 |
| 2017 | 2018 | 2019 | 2020 | 2021 |      |      |
| ↘877 | ↗881 | ↘867 | ↘865 | ↘850 |      |      |

## Состав сельского поселения
| № | Населённый пункт  | Тип населённого пункта          | Население |
| - | ----------------- | ------------------------------- | --------- |
| 1 | Даниловская Ферма | посёлок                         | ↘225      |
| 2 | Красная Грива     | посёлок, административный центр | ↘314      |
| 3 | Сарыбалык         | деревня                         | ↘257      |
| 4 | Солонцовый        | посёлок                         | ↘176      |